# Diseñador floral

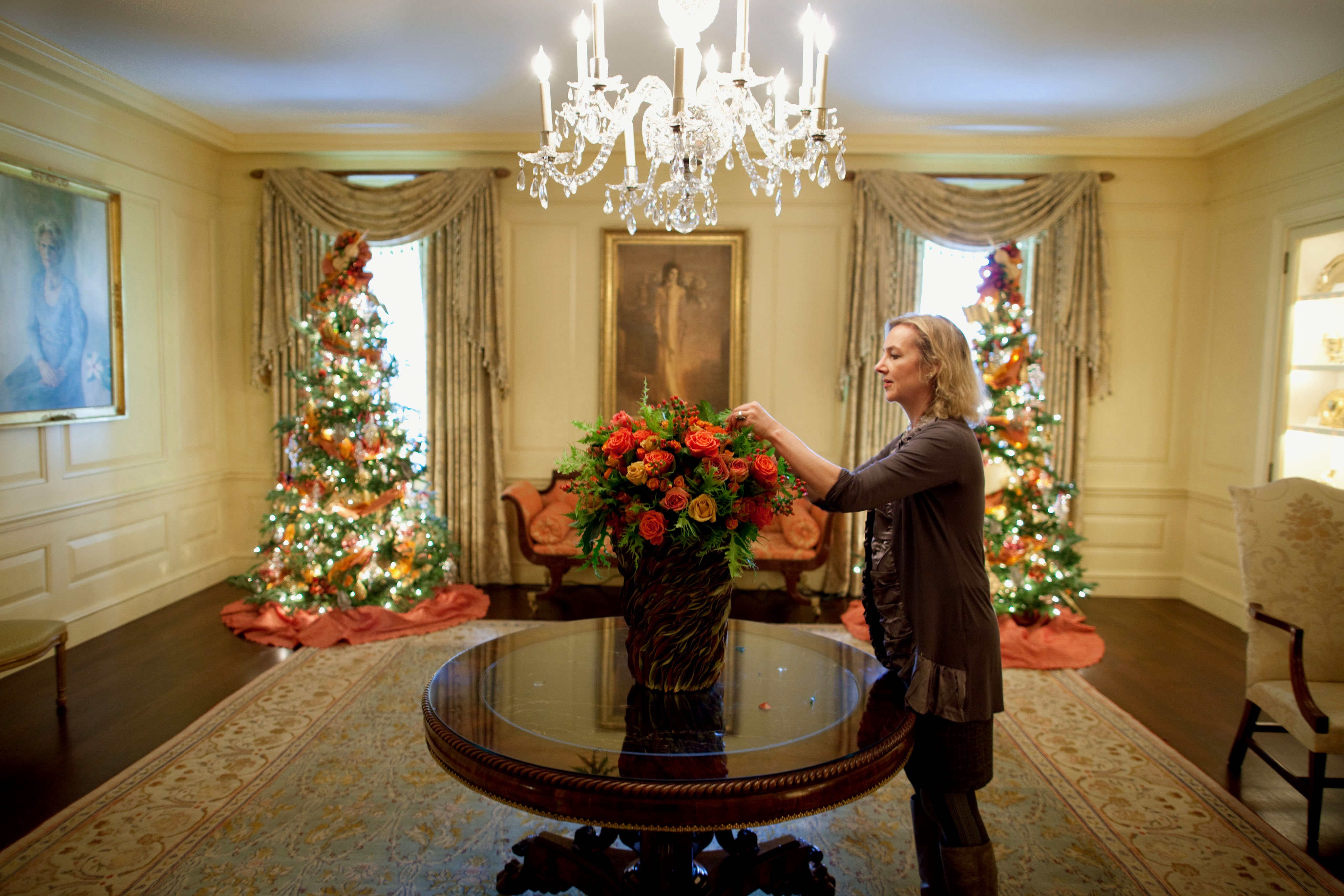
La diseñadora floral Laura Dowling en la Casa Blanca

Diseñador floral es el responsable de la imagen visual de un trabajo decorativo, ya sea manual como un ramillete o ramo, decoraciones específicas como coronas para difuntos, diseños decorativos en base, floreros etc. o decoración de eventos como bodas o fiestas.

## Entorno del trabajo

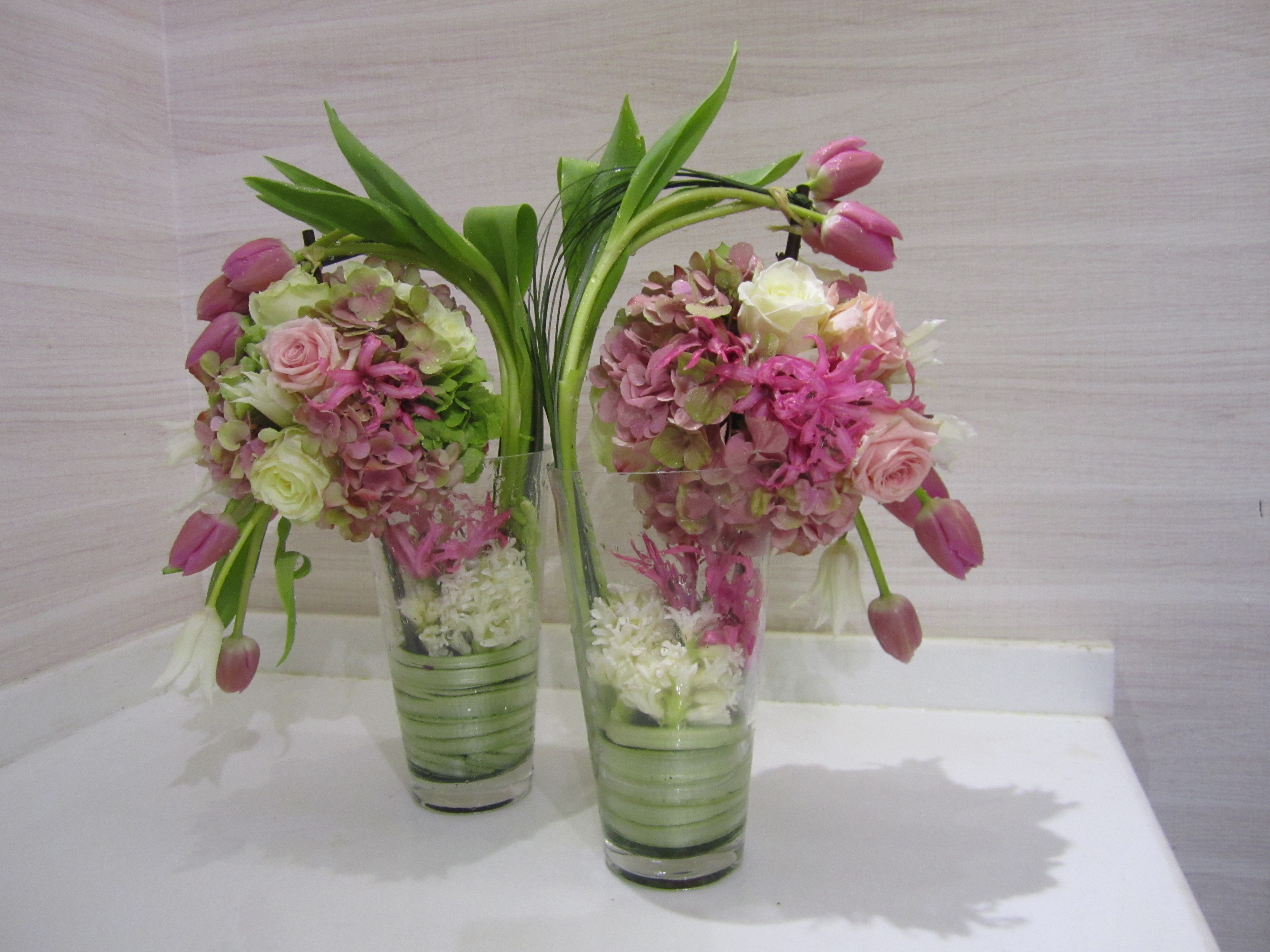
Diseño floral en dos vasos con Hortensias, Tulipanes y Rosas

El diseñador floral es el encargado de tomar una serie de elementos florales y no florales (teniendo como principal insumo los primeros, tanto naturales como flores artificiales o deshidratados) y colocarlos en una composición unificada, visualmente agradable y con capacidad de expresar un sentimiento, una emoción o llenar una necesidad decorativa en un sitio y momento específico.
El diseñador floral modifica un ambiente parcial o totalmente y crea atmósferas únicas, así como también colabora en la adecuada representación de la transmisión de un sentimiento específico de una persona a otra por medio de las flores y sus elementos adjuntos.
Analiza, realiza y monta proyectos de cualquier tipo de decoración con materiales vegetales naturales o flores artificiales, desde la colocación y montaje de un arreglo floral hasta las decoraciones de grandes dimensiones en grandes eventos sociales o corporativos.
Diseña y construye elementos decorativos para cualquier tipo de negocio. Aplica diferentes teorías estudiadas, en combinación con su experiencia laboral y su expresión artística para potenciar la comunicación visual, detectando las diferentes tendencias mundiales en decoración y los medios más indicados para realizar su proyecto.

## El diseñador como florista

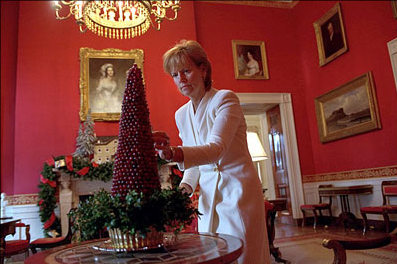
Diseñadora floral

A menudo el diseñador floral trabaja de la mano con floristas que se convierten en su mano derecha, sobre todo en decoraciones a gran escala, donde el diseñador se convierte en el guía del trabajo, planea, organiza y dirige la labor que realizan los floristas junto con él. 

En esta profesión existe la necesidad de tener algún talento artístico y la capacidad de trabajar bien con sus manos. Se deben ser capaz de llevarse bien con los clientes, compañeros de trabajo y superiores. Los diseñadores que desean crear sus propias tiendas también deben tener buen sentido del negocio.
Los diseñadores florales pueden seguir diseños estandarizados o cumplen con pedidos especiales, pero en la mayoría de los casos crean diseños artísticos originales en los que demuestran no solo sus conocimientos en el área sino además su creatividad y originalidad. Generalmente trabajan en tiendas de flores al por menor llamadas en la mayoría de los países floristerías o florerías, en la mayoría de los casos son ellos mismos quienes administran su propia tienda.
Sin embargo por el hecho de ser ellos los creadores de decoraciones y trabajos de gran dimensión cada vez se hace más común que estas tiendas terminen siendo grandes organizaciones de trabajadores que colaboran con el diseñador en la realización de su labor.

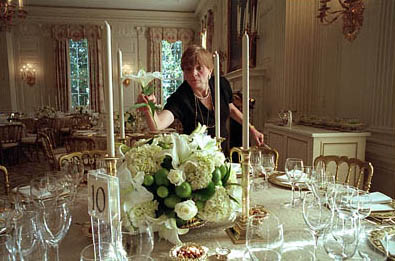
Diseñadora retocando un centro de flores

Un diseñador debe tener conocimientos sobre una amplia gama de flores, follaje, y plantas. Deben saber sus nombres, la disponibilidad estacional y cuánto tiempo se mantendrán frescas. Así mismo deben de conocer sobre diferentes materiales que pueda ser eventualmente usados en sus trabajos para acompañar sus flores, tanto como las bases o recipientes donde pueda realizar sus trabajos. Los diseñadores también deben mantenerse al día con las modas y estilos actuales en el diseño y decoración en general, mientras que al mismo tiempo, deben comprender las tradiciones de la utilización de ciertas flores o diseños florales en su región, ciudad o país e inclusive en el entorno en que se realizara la decoración, o las tradiciones de la familia a la que pertenecen los clientes.
La característica principal del diseñador floral es tener conocimientos teóricos avanzados en la carrera de Arte Floral y ramas afines que complementan la experiencia práctica obtenida a lo largo de su vida laboral, para ello se preparan en escuelas especializadas en el ramo y con maestros y maestras de reconocida trayectoria en cursos, talleres y seminarios o conferencias. 
Además de estos estudios es común que el diseñador floral posea títulos o acreditaciones en áreas que complementan su desarrollo laboral, tales como arquitectura, diseño gráfico, diseño de interiores, fotografía, entre muchas más. Además de crear los arreglos, los diseñadores florales se convierten en una guía y consejo para sus clientes, les indican las tendencias de moda, los pro y contra de ciertos tipos de decoraciones en su contexto y los guían a seleccionar el producto que mejor se adapte a sus necesidades. Además se convierte en su función el ubicar al cliente sobre el correcto manejo de sus flores o diseños florales, cuidados específicos, tratamientos, movilización, etc para obtener así el mejor provecho de ellos. Esto lo realiza con base a sus conocimientos teóricos y prácticos.
Otros materiales con los que los diseñadores trabajan además de sus flores naturales, artificiales o deshidratadas pueden ser: plantas naturales o artificiales (en macetas y terrarios o en decoraciones a grande escala), ramas, hierro, madera, tela, utensilios diversos y todo tipo de material no floral para complementar sus decoraciones. 

## Enseñanza y requerimientos de formación
En Latinoamérica se encuentra en sus primeras etapas como profesión calificada, aunque existen desde hace varios años escuelas de diseño, son pocos los que toman verdadera importancia a los diplomas obtenidos en ellas. Para el diseñador floral profesional es importante mantenerse al día en las teorías de diseño y las tendencias mundiales en decoración, para ello es conveniente realizar cursos, talleres y asistir a conferencias y seminarios de diseño floral con estas escuelas o diseñadores calificados. Los cursos en temas de arte y negocios son además muy útiles. La mayoría de los diseñadores florales obtienen su formación en el trabajo con base en experiencia y manejo de materiales, inician como floristas y luego se especializan con cursos de diseño floral. Algunas escuelas secundarias, colegios universitarios y universidades también ofrecen cursos de diseño floral. 

## Condiciones de trabajo
Sus áreas de trabajo son generalmente frescas y húmedas para que las flores se conserven bien. Entre los riesgos principales de trabajo se encuentran a menudo pequeños cortes y rasguños de las herramientas y materiales que manejan, exposición a gases tóxicos de aerosoles colorantes, pegamentos etc.

## Certificado de diseño floral
La certificación es el procedimiento mediante el cual una tercera parte (sea escuela, organización u otra entidad o persona calificada) diferente e independiente del diseñador y sus clientes, asegura por escrito que el primero cumple con los requisitos especificados según sus estándares de educación, calificación y desempeño en el ámbito del diseño floral profesional.
En su sistema de certificación el certificador establece sus propias reglas, procedimientos y forma de administración para llevar a cabo una certificación de conformidad con sus estándares, sin dejar de lado los principios básicos de diseño floral internacional establecidos. Dicho sistema, debe de ser objetivo, fiable, aceptado por todas las partes interesadas, eficaz, operativo, y estar administrado de manera imparcial y honesta. Su objetivo primario y esencial, es proporcionar los criterios que aseguren que el diseñador a certificar está calificado para ejercer su profesión aplicando efectivamente la teoría del Arte Floral y que esto, unido a un nivel de creatividad especial, le confiere una calidad técnica y artística especial.
A nivel personal la certificación le garantiza al diseñador que posee el conocimiento y las aptitudes necesarias para desarrollarse en su campo como profesionalismo y una calidad de trabajo internacional y le constituye un reconocimiento que le brinda prestigio nacional e internacional a sus trabajos o servicios.

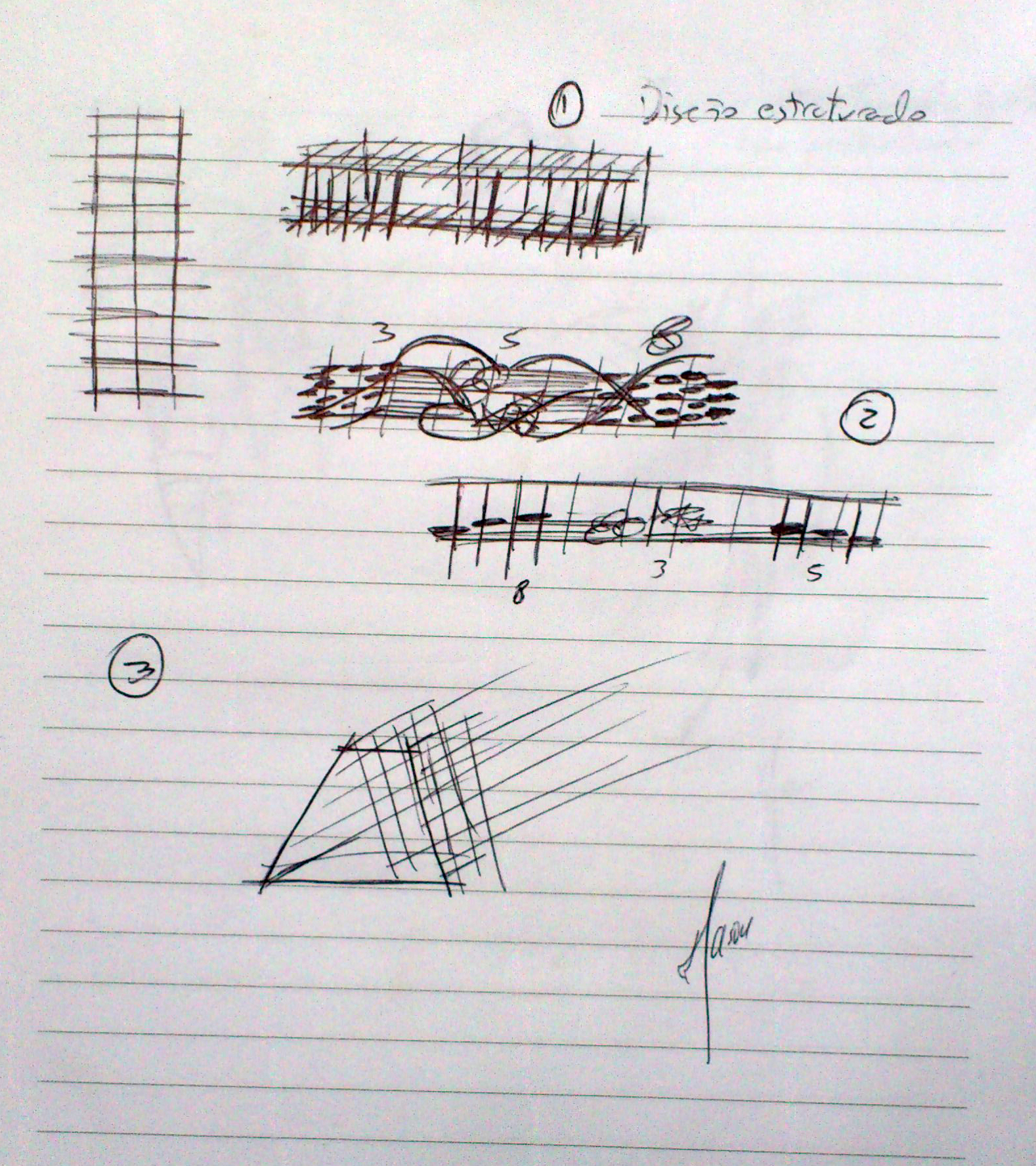
Bosquejo para diseño floral

Profesionalmente da transparencia al mercado y garantiza el camino a la profesionalización del diseño floral en nuestros países y como artistas nos ayuda en los intercambios comerciales, por la confianza que brinda la titulación en nuestros colegas y clientes. 
La certificación además protege la calidad del consumo al certificar los productos: diseños, decoraciones, etc ya que la certificación le da a nuestros clientes la certeza de que su producto cumplirá con los requisitos técnicos establecidos en los acuerdos internacionales y temas de estudio de las principales escuelas alrededor del mundo; y servicios: cursos, demostraciones, etc ya que para quienes se dediquen a la educación en diseño floral es una herramienta importante en la evaluación de los servicios ofrecidos así como para crear confianza en el cliente de que el mismo será entregado cumpliendo con los requisitos establecidos en los pliegos de condiciones.
Actualmente no existe una organización en Latinoamérica que otorgue una certificación que sea reconocida a nivel mundial, sin embargo existen escuelas cuyas certificaciones autorizan al diseñador para realizar la certificación AIFD o CFD por el American Institute of Floral Design AIFD en los Estados Unidos de América, la cual si posee reconocimiento mundial.